# Росткі (Кольненський повіт)
Росткі (пол. Rostki) — село в Польщі, у гміні Стависьки Кольненського повіту Підляського воєводства.
Населення — 185 осіб (2011).
У 1975-1998 роках село належало до Ломжинського воєводства.

## Демографія
Демографічна структура станом на 31 березня 2011 року:
|          | Загалом | Допрацездатний вік | Працездатний вік | Постпрацездатний вік |
| -------- | ------- | ------------------ | ---------------- | -------------------- |
| Чоловіки | 92      | 25                 | 50               | 17                   |
| Жінки    | 93      | 26                 | 43               | 24                   |
| Разом    | 185     | 51                 | 93               | 41                   |